# Состояние гонки
Состояние гонки (англ. race condition), также конкуренция — ошибка проектирования многопоточной системы или приложения, при которой работа системы или приложения зависит от того, в каком порядке выполняются части кода. Своё название ошибка получила от похожей ошибки проектирования электронных схем (см. Гонки сигналов).
Термин состояние гонки относится к инженерному жаргону и появился вследствие неаккуратного дословного перевода английского эквивалента. В более строгой академической среде принято использовать термин неопределённость параллелизма.
Состояние гонки — «плавающая» ошибка (гейзенбаг), проявляющаяся в случайные моменты времени и «пропадающая» при попытке её локализовать.

## Возможные последствия
Из-за неконтролируемого доступа к общей памяти состояние гонки может приводить к совершенно различным ошибкам, которые могут проявляться в непредсказуемые моменты времени, а попытка повторения ошибки в целях отладки со схожими условиями работы может оказаться безуспешной.
Основными последствиями могут быть:
- утечки памяти[2],
- ошибки сегментирования[2],
- порча данных[2],
- уязвимости[2],
- взаимные блокировки,
- утечки других ресурсов, например файловых дескрипторов.

### Случай с Therac-25
Аппарат лучевой терапии Therac-25 был первым в США медицинским аппаратом, в котором вопросы безопасности были возложены исключительно на программное обеспечение. Этот аппарат работал в трёх режимах:
1. Электронная терапия: электронная пушка напрямую облучает пациента; компьютер задаёт энергию электронов от 5 до 25 МэВ.
2. Рентгеновская терапия: электронная пушка облучает вольфрамовую мишень, и пациент облучается рентгеновскими лучами, проходящими через конусообразный рассеиватель. В этом режиме энергия электронов постоянна: 25 МэВ.
3. В третьем режиме никакого излучения не было. На пути электронов (на случай аварии) располагается стальной отражатель, а излучение имитируется светом. Этот режим применяется для того, чтобы точно навести пучок на больное место.

Эти три режима задавались вращающимся диском, в котором было отверстие с отклоняющими магнитами для электронной терапии, и мишень с рассеивателем для рентгеновской. Из-за состояния гонки между управляющей программой и обработчиком клавиатуры иногда случалось, что в режиме рентгеновской терапии диск оказывался в положении «Электронная терапия», и пациент напрямую облучался пучком электронов в 25 МэВ, что вело к переоблучению. При этом датчики выводили «Нулевая доза», поэтому оператор мог повторить процедуру, усугубляя ситуацию. В результате погибли как минимум два пациента.
Часть кода была взята из Therac-6 и Therac-20. При этом в Therac-6 не было рентгеновской терапии, а в Therac-20 были аппаратные меры безопасности, которые не давали включить излучение, когда диск был в неправильном положении.

## Пример
Рассмотрим пример кода (на Java).
```
volatile
 
int
 
x
;

```

```
// Поток 1:

while
 
(
!
stop
)
 
{

  
x
++
;

  
…

}

```

```
// Поток 2:

while
 
(
!
stop
)
 
{

  
if
 
(
x
%
2
 
==
 
0
)

    
System
.
out
.
println
(
"x="
 
+
 
x
);

  
…

}

```

Пусть x=0. Предположим, что выполнение программы происходит в таком порядке:
1. Оператор if в потоке 2 проверяет x на чётность.
2. Оператор «x++» в потоке 1 увеличивает x на единицу.
3. Оператор вывода в потоке 2 выводит «x=1», хотя, казалось бы, переменная проверена на чётность.

## Способы решения

### Локальная копия
Самый простой способ решения — копирование переменной x в локальную переменную. Вот исправленный код:
```
// Поток 2:

while
 
(
!
stop
)

{

  
int
 
cached_x
 
=
 
x
;

  
if
 
(
cached_x
%
2
 
==
 
0
)

    
System
.
out
.
println
(
"x="
 
+
 
cached_x
);

  
…

}

```

Естественно, этот способ работает только тогда, когда переменная одна и копирование производится за одну машинную команду.

### Синхронизация
Более сложный и «дорогой», но и более универсальный метод решения — синхронизация потоков, а именно:
```
int
 
x
;

```

```
// Поток 1:

while
 
(
!
stop
)

{

  
synchronized
(
someObject
)

  
{

    
x
++
;

  
}

  
…

}

```

```
// Поток 2:

while
 
(
!
stop
)

{

  
synchronized
(
someObject
)

  
{

    
if
 
(
x
%
2
 
==
 
0
)

      
System
.
out
.
println
(
"x="
 
+
 
x
);

  
}

  
…

}

```

Здесь семантика happens before не требует ключевое слово volatile.

### Комбинированный способ
Предположим, что переменных — две (и ключевое слово volatile не действует), а во втором потоке вместо System.out.println стоит более сложная обработка. В этом случае оба метода неудовлетворительны: первый — потому что одна переменная может измениться, пока копируется другая; второй — потому что засинхронизирован слишком большой объём кода.
Эти способы можно скомбинировать, копируя «опасные» переменные в синхронизированном блоке. С одной стороны, это снимет ограничение на одну машинную команду, с другой — позволит избавиться от слишком больших синхроблоков.
```
int
 
x1
,
 
x2
;

```

```
// Поток 1:

while
 
(
!
stop
)

{

  
synchronized
(
someObject
)

  
{

    
x1
++
;

    
x2
++
;

  
}

  
…

}

```

```
// Поток 2:

while
 
(
!
stop
)

{

  
int
 
cached_x1
,
 
cached_x2
;

  
synchronized
 
(
someObject
)

  
{

    
cached_x1
 
=
 
x1
;

    
cached_x2
 
=
 
x2
;

  
}

  
if
 
((
cached_x1
 
+
 
cached_x2
)
%
100
 
==
 
0
)

    
DoSomethingComplicated
(
cached_x1
,
 
cached_x2
);

  
…

}

```

Очевидных способов выявления и исправления состояний гонки не существует. Лучший способ избавиться от гонок — правильное проектирование многозадачной системы.

## Взломы путём эксплуатирования состояния гонки
Существует класс ошибок (и эксплуатирующих их типов атак), позволяющих непривилегированной программе влиять на работу других программ через возможность изменения общедоступных ресурсов (обычно — вре́менных файлов; англ. /tmp race — состояние гонки во вре́менном каталоге), в определённое временно́е окно, в которое файл по ошибке программиста доступен для записи всем или части пользователей системы.
Атакующая программа может разрушить содержимое файла, вызвав аварийное завершение программы-жертвы, или, подменив данные, заставить программу выполнить какое-либо действие на уровне своих привилегий.
Именно по этой причине ПО с серьёзными требованиями по безопасности, такое, как веб-браузер, использует случайные числа криптографического качества для именования временных файлов.